# Ranier de Casteldelci
Ranier de Casteldelci va ser fill de Tadeu I Montefeltro. Fou senyor de Faggiuola i Casteldelci i va usar el títol comtal, que ja no va ser utilitzat després pels seus fills: Ranier della Faggiuola i Arrigo della Faggiuola.